# Monestir de Notre-Dame-de-Toute-Protection
El monestir de Notre-Dame-de-Toute-Protection és el monestir ortodox més antic de França. Situat al municipi de Bussy-en-Othe, al departament del Yonne de Borgonya - Franc Comtat. Va ser fundat el 1946 per tres monges russes i una de grega. Està sota la jurisdicció de l'Arquebisbat de les Esglésies russes a Europa Occidental, un exarcat del Patriarcat de Constantinoble